# Maurizio Zaccaro
Maurizio Zaccaro (né à Milan le 8 mai 1952) est un réalisateur et scénariste italien de cinéma et de télévision.

## Biographie
Après avoir terminé ses études cinématographiques à l'école de cinéma de Milan en 1977, Maurizio Zaccaro tourne quelques courts métrages occasionnels jusqu'au jour où il reçoit le David di Donatello du meilleur réalisateur débutant en 1991, pour son film Dove commincia la notte (Où commence la nuit). Alors il décide de se lancer dans la réalisation. Il sort son film Kalkstein l'année suivante, puis L'articolo 2 en 1994, un film s'inspirant du néoréalisme italien dans une athmoshpère presque poétique. Ce film remporta un prix Solinas pour le meilleur scénario. En 1996 il tourne Il carniere (Le charnier), un film de guerre qui remporte un David di Donatello pour le meilleur acteur, Leo Gullotta. Avec son film Un uomo perene (Un homme respectable, 1999), il remporte un prix Pasinetti à la Mostra de Venise, un David di Donatello pour le meilleur acteur et un Ruban d'argent pour le meilleur scénario.
Dès la fin des années 1990 Zaccaro se tourne vers la télévision et connait de nombreux succès, par exemple Un dono semplice (Un cadeau simple, 2000), Cuore (Cœur, 2001), I ragazzi della via Pàl (Les enfants de la rue Saint Paul, 2003), Al di là delle frontiere (Au-delà des frontières, 2004), etc. Dès la fin des années 2000 il réalise également divers films documentaires.
En Italie Maurizio Zaccaro est réputé pour ses films de qualité et d'une exécution soignée, dans une ambiance restituant à la fois une réalité saisissante et une puissance.

## Filmographie

### Comme réalisateur

#### Cinéma
- 1989 : In coda della coda
- 1991 : Dove comincia la notte
- 1992 : La valle di pietra, alias Kalkstein
- 1994 : L'articolo 2
- 1996 : Testa matta
- 1997 : Il carniere
- 1999 : Un uomo perbene
- 2008 : Terra madre (deuxième unité: India), documentaire
- 2009 : I nove semi (L'India di Vandana Shiva), documentaire

#### Télévision
- 1998 : La missione (TV)
- 1999 : Cristallo di rocca  (TV)
- 2000 : Un dono semplice (TV)
- 2001 : Cuore minisérie
- 2003 : I ragazzi della via Pál (TV)
- 2004 : Al di là delle frontiere minisérie
- 2005 : Il bell'Antonio minisérie
- 2006 : Mafalda di Savoia minisérie
- 2008 : Il bambino della domenica minisérie
- 2008 : 'O professore (TV)
- 2009 : Lo smemorato di Collegno (TV)
- 2009 : Il piccolo, documentaire
- 2010 : Les demoiselles du swing (it) (Le ragazze dello swing) (TV)

### Cinéma
- 1989 : In coda della coda
- 1994 : L'articolo 2
- 1996 : Cervellini fritti impanati
- 1997 : Il carniere
- 1999 : Un uomo perbene

### Télévision
- 1999 : Cristallo di rocca (TV)
- 2003 : I ragazzi della via Pál (TV)
- 2006 : Mafalda di Savoia minisérie
- 2009 : Lo smemorato di Collegno (TV)
- 2009 : Il piccolo

### Cadreur
- 1983 : À la poursuite de l'étoile
- 1985 : Mediatori e carrozze
- 1987 : Lunga vita alla signora!
- 2009 : Il piccolo

## Récompenses et distinctions
- 1997 : prix Sergio-Leone au Festival du film italien d'Annecy, pour Il carniere.